# Величне століття: Роксолана
«Вели́чне столі́ття: Роксола́на» (тур. Muhteşem Yüzyıl) — турецький історично-драматичний телесеріал, створений компанією «TIMS Productions». Транслювався на телеканалі «Show TV» (2011), а потім на «Star TV» (2012–2014). З успіхом транслюється в Азербайджані, Албанії, Болгарії, Греції, Грузії, Ірані, Казахстані, Лівані, ОАЕ, Польщі, Сербії, Словаччині, Україні, Хорватії, Чехії та в інших 35 країнах світу. Серіал розповідає про життя Сулеймана Величного, султана Османської імперії, і його законної дружини Гюррем Султан, про боротьбу за трон, яку Роксолана вела за своїх дітей і про життя в гаремі. Сценаристка серіалу Мерал Окай заявила, що більша частина сюжету є вигадкою, хоча серіал і заснований на історичних подіях.
У 2018 році на телеканалі «1+1» стартував показ продовження серіалу під назвою «Величне століття: Нова володарка».

## Сюжет
Телесеріал знятий за мотивами реальних подій, заснований на історичних документах. Головним героєм телесеріалу є султан Сулейман I Пишний, якого самі турки називали Кануні, тобто «законодавець», що правив Османською імперією в XVI столітті, на яке і припав її розквіт. Головна героїня телесеріалу, його кохана і дружина, якій він дав ім'я Хюрем — «та, що завжди сміється», в Україні більш відома, як Роксолана. Хюррем, яку раніше звали Анастасією Лісовською, потрапила в полон до татар, які напали на її село і вбили батьків та сестру. Настю спершу відвезли до Криму, а звідти — й до Стамбула, де вона й потрапила до султанського палацу Топкапи. Побачивши султана Сулеймана, українка відразу ж закохується в султана і вирішує будь-що завоювати любов цього суворого чоловіка. Завдяки жіночим хитрощам, підкупам, інтригам і своїй кмітливості Настя зрештою стає улюбленою наложницею султана, його фавориткою, дружиною і матір'ю його дітей. Вона зачаровує його своєю вродою, веселою вдачею і дотепністю. Змагаючись за кохання Сулеймана, Хюррем наживає собі ворогів через свій нелегкий характер, але зрештою вона досягає поставленої собі мети — помститися за смерть рідних і отримати владу над Османською імперією…

### Сезон 1
Українську дівчину Настю, доньку сільського священника, татари викрали з рідного села, вбивши у церкві всю її сім'ю. Спершу вона потрапила до Криму, а звідти й до султанського палацу Топкапи у Стамбулі. Горда і норовлива дівчина спершу поводиться нерозумно: налаштовує людей проти себе. Але зустрівши султана Сулеймана I Пишного вона відразу закохується у нього і вирішує будь-що стати його улюбленою жінкою. Проти кмітливої та розумної Насті повстають мати султана — Валіде Айше Хафіза Султан, сестра султана — Хатідже Султан і третя дружина султана — Махідевран Султан разом зі своїми свитами.
Борючись з інтригами та підступами Настя не рідко сама починає діяти подібними методами. Згодом їй вдається закохати у себе Сулеймана і щоб стати хасекі-султан (улюбленицею), вона приймає іслам, а султан їй дає ім'я Хюрем (та, що завжди сміється). В цей час у султана псуються відносини із третьою дружиною. Махідевран намагається будь-що налагодити стосунки із султаном і прибрати зі свого шляху Хюрем. Проте після викидню і цього вчинку вона остаточно віддаляє від себе Сулеймана і він не хоче бачити її.
Паралельно розгортається сюжетна лінія Ібрагіма — помічника султана Сулеймана. Ібрагім закоханий у Хатідже — сестру правителя, але розуміє, що немає права претендувати на її руку, бо він звичайний раб, грек за походженням. Ібрагім і Хюрем майже відразу відчули неприязнь одне до одного, яка з часом переросла у справжню ворожнечу, попри те, що в дечому їх долі схожі — вони обоє досягли значних статусів у султанаті. Хатідже також закохана в Ібрагіма, але розуміє, що це кохання заборонене, для неї, представниці Османської династії.
До палацу згодом потрапляє красива угорка, на ім'я Вікторія, нареченого якої убив султан Сулейман після нападу на палац короля Лайоша в Буді. Щоб втертися в довіру до жителів султанського палацу, Вікторія підпалить кімнату, у якій сидітимуть султанські діти, і нібито їх врятує. Таким чином красива угорська дівчина заслужить довіру не тільки Хюрем, але й самого султана та Валіде Айше Хафси Султан, яка дасть їй ім'я «Садика», що означає — рятівниця. Єдине бажання Садики — це криваво помститись Сулейману за смерть коханого. Через неї Хюрем помилково звинуватять у вбивстві однієї із наложниць гарему і відішлють у заслання, із якого та швидко повернеться. Ібрагім буде шантажувати Гюрем, яка, щоб повернутись, має просити вибачення перед Махідевран Султан. Але її ніщо не спинило, бо це вибачення перед Махідевран дало більше сил і показало з ще кращого боку перед Сулейманом
Доля направить до султанського палацу і колишнього нареченого Гюрем — художника Левка, який, як виявиться згодом, не загинув після нападу татар. Він візьметься малювати портрет Сулеймана і Хюрем. Левко має намір утекти разом зі своєю коханою — своєю колишньою красунею Настею, але та відмовляється покинути Сулеймана і своїх дітей. Немало випробувань ще має випасти на долю героїв, доки Гюрем досягне ще більших висот, а Ібрагім і Хатідже одружаться…

### Сезон 2
Перший сезон серіалу закінчується трагічно: Ібрагім вбиває Левка. Сулейман дивом рятується від смерті. Сулейман звинувачує Ібрагіма в тому, що той підпустив до нього так близько вбивцю. Ібрагім звинувачує у всьому художника-мініатюриста Матракчи, який за випадковим збігом обставин привів Садику до гарему і навіть мав намір одружитись з дівчиною. Покарати Матракчи за його необережність Ібрагім вирішив тим, що Садику мав убити сам Матракчи. Зрештою, художник-мініатюрист утопив свою кохану і сильно страждав. Та Ібрагіма усе одно переслідують невдачі. Першу дитину Хатідже втратила, коли на палац Ібрагіма напали розлючені яничари. Хатідже впала зі сходів і сильно вдарилась, і саме через це у неї трапився викидень. Коли пізніше народилась друга дитина — син — шахзаде Мехмет, то при народженні мав померти, але Гюрем врятувала дитя. Щастю молодого подружжя не було меж, але горе спіткало їх і тут. Коли Хатідже годувала синочка груддю, в ліжку вона заснула… На ранок Хатідже подумала, що малятко ще просто не прокинулося, але, як потім виявилося, маля захлинулося молоком Хатідже, ще вночі. Найбільшим потрясінням це стає для самої Хатідже, яка не вірить, що стала причиною загибелі немовляти й потім звинувачує себе у всіх смертних гріхах, а також намагається покінчити життя самогубством, через що Сулейман відсилає її зі Стамбула. Хатідже повертається, але вже зовсім іншою людиною — злою, жорстокою султанною, яка не щадить ані себе, ані інших. У Хюрем з'являється суперниця — іспанська принцеса Ізабела Фортуна, яка потрапила в полон до Сулеймана. Він поселив її у мисливському будиночку. Згодом він закохується у молоду гарну іспанку, і переселяє її в палац Топкапи і Хюрем, ревнуючи свого коханого, починає проти Ізабелли справжнісіньку війну — не на життя, а на смерть… Щоправда, обійшлось без смертей — Гюрем чесно відправляє Ізабеллу додому, а Сулейман забуває про цей інцидент і все ще любить свою Гюрем. Згодом Хюрем має намір боротись із Махідевран, яка всіма правдами й неправдами готова позбутися її. Та згодом ця ворожнеча перетворюється у небезпечну гру. Декілька разів Махідевран Султан робить спроби вбити Хюрем. Ібрагім — наказує найманим вбивцям напасти на карету Гюрем, коли та поверталась вночі з заслання в Едірне до Стамбула. Декілька наложниць обпікають обличчя дівчини вогнем. Хюрем Султан мститься цим наложницям тим самим, обпікши вогнем обличчя. Хатідже, яка вже давно не така, як була колись, починає нападати словесно на Ібрагіма. Ібрагім покидає їхній палац і їде до свого брата Тео. Валіде дізнається про таємні стосунки Нігяр калфи і Ібрагіма паші, після чого у неї трапляється інсульт, що надовго прикує її до ліжка…Зрештою, у кінці сезону Валіде помирає. Через деякий час після смерті Валіде з Едірне повертається Хатідже разом із сестрою Бейхан Султан а Мустафа їде в Манісу. Згодом приймає рішення розлучитися з Ібрагімом і позбавити його всіх титулів, а також присягається помститися Хюрем за смерть матері. Хюррем султан назначають управителькою гарему.

### Сезон 3
У палац потрапляє перська полонянка — Фірузе Хумейра (суперниця Хюррем), яку привіз до Стамбула турецький пірат, на ймення Барбаросса. Доля приводить її до султанського палацу. Полонянка згодом стане для Хюррем досвідченою і хитрою суперницею в боротьбі за кохання Сулеймана. Покровительками перської рабині стали Махідевран, Хатідже й Афіфе — годувальниця Сулеймана, яку запросили до гарему «навести порядок», вони захищають і оберігають нову коханку султана від Гюрем та при нагоді роблять все щоб насолити останній. Та ніхто не підозрював, що Фірузе Хумейра — не просто рабиня, а справжнісінька принцеса, на ім'я Бегюмхан Султан — представниця перської династії Тахмаспа I (Сефевідів) — ворогів турецької династії Османів, що врятувалась після корабельної аварії. 
Згодом у палац приходить такий собі Рустем — конюх, який закоханий у доньку Хюррем — Міхрімах. Султан Сулейман відправляється у похід. Проходить 2 роки.Шехзаде Мехмет і Міхрімах Султан виросли. За допомогою Рустема Хюррем дізнається про таємницю Фірузе і, зрештою, султан Сулейман вирішує відправити Фірузе в мисливський будиночок, згодом Гюрем разом з Рустемом знаходять родичів Фірузе, або вже Бехюмхан, які забирають принцесу додому. Хюррем святкує перемогу.
Тепер Хатідже та Ібрагіма об'єднала спільна мета — дошкулити Хюррем. До столиці приїздить сестра Султана Сулеймана Шах Іхубан Султан — яка про людське око вирішує підтримувати гарні стосунки з Хюррем, але насправді має досить далекоглядні плани щодо подальшого свого перебування в Стамбулі. Ібрагім у своєму честолюбстві зробив необачні кроки: він називав себе неодноразово «правителем Османської імперії» і «приборкувачем» султана при іноземних послах, про, що було записано до протоколів. Про ці протоколи дізналась Хюррем і через своїх довірених людей передала їх Сулейману. Розгніваний Сулейман вирішує стратити Ібрагіма. Так він і чинить, про що шкодує. Згодом буде виявлено що Шах Іхубан Султан була закохана в Ібрагіма. Через те що Шах султан завжди заздрила Хатідже, вибір Ібрагіма ще більше розлютив Шах Іхубан. Султан Сулейман відправляється в похід. Міхрімах страждає, бо проти волі, її видають заміж за Рустема який їй огидний, бо вона кохає Малкочаглу Балібея — наглядача покоїв у якого закохана з дитинства. 1541 рік, Міхрімах Султан народжує доньку Айше Хюмашах Султан. Шехзаде Мехмета в Манісу, Селіма в Конью і Баязида в Кютахю відправляють в санджаки. Султан Сулейман іде в похід, Хюрем султан викрадають.
Користуючись відсутністю Гюрем, Махідевран Султан поза спиною свого сина Мустафи готує підступ старшому сину Гюрем, Мехмету, який був головним претендентом на престол батька Сулеймана. Готуються кілька замахів на життя Мехмета, у всіх брав участь його слуга, який став близьким другом. Життя головного спадкоємця, на якого покладав надії володар, висіло на волосині, коли йому під час сну підкинули отруйну змію в ліжко. Все обійшлося добре. Оскільки це відбувалося у військовому таборі, то якогось підступу не запідозрили. На цьому вороги не спинилися. Під час військових тренувань, товариш-зрадник Мехмеда навмисне поранив шехзаде руку мечем і, скориставшись розпалом хвороби віспи, підмішав у лікувальний гель виділення з ран померлої від віспи людини. У Мехмеда підіймається жар, з'являється висипання і він помирає від дуже небезпечної й невиліковної на той час хвороби.
За таким збігом обставин Сулейман повертається з походу і відразу починає пошуки Хюрем. Проходить 2 роки. За цей час багато доказів приводять султана на те, що саме Хатідже викрала Хюрем султан. Коли Сулейман приходить поговорити на балконі з Хатідже, та у всьому зізнається, і зі словами: «Ти забрав моє кохання, тож я заберу твоє», та «Ти більше ніколи не побачиш Гюрем», випила отруту та померла на руках у султана Сулеймана. В кінці сезону, Хюррем султан знову повертається до гарему, щоб помститися новим ворогам…

### Сезон 4
Зважаючи на минуле, Гюрем яскраво палає бажанням помсти. До палацу приїжджає ще одна сестра султана Фатма Султан — кокетка, весела та розважлива, проте не для Хюррем. Разом з нею приїжджає до палацу донька покійних Ібрагіма та Хатідже Хуріджихан.
Рустем стає великим візиром і довіреною особою султана Сулеймана. Він допомагає Гюрем творити інтриги. Хюрем стає злішою, ніж була. Сулейман призначає шехзаде Селіма (раніше середнього — тепер старшого сина Гюрем) керувати головним санджаком — провінцією Сарухан (Маніса). Це викликає невдоволення у сина Махідевран — Мустафи, а також у двох молодших братів — сміливця Баязида і горбатенького Джихангіра. Вони укладають союз проти Селіма. Селім, дізнавшись про це, замість того, щоб починати діяти, починає пиячити. До палацу приїздить деяка італійська принцеса Сесилія Верньер-Баффо, яка мріє швидше повернутися додому, але Гюрем лякає її звісткою про те, що тепер та — власність шехзаде Селіма… Сесилія у відчаї намагається покінчити життя самогубством, але її рятує той же Селім. Познайомившись із ним, Сесилія знову отримує віру в життя, щастя і справжнє кохання. Сесилія приймає іслам і Хюррем султан називає її «Нурбану» — та, що сяє. Селім і Нурбану здійснюють ніках (з турецької — весілля), вона народжує йому багато дітей, Селім перестає пиячити. Повертається донька Ібрагіма та Хатідже — Хуріджихан Султан і їх любовна лінія розгортається із шехзаде Баязидом. Мустафа закохується у доньку капітана Барбароса, і укладає з нею шлюб. 1553 рік за цей час у Селіма і Нурбану народжується 3 дочки Шах, Гевгерхан, Есмахан, у Міхрініси і Мустафи син шехзаде Мехмет. Фатма султан укладає шлюб з Ахмедом пашею. Міхрімах султан повертається в Топкапи й віддає печатку своїй Валіде. Хюрем пише від імені Мустафи лист Тахмаспу, щоб скинути з престолу і вбити Сулеймана. Султан приїжджає в табір яничарів і викликає невинного Мустафу, згодом віддає наказ стратити свого сина в себе на очах. Після смерті Мустафи володар звільняє Рустема з посади Великого Візира і призначає чоловіка Фатми султан, а Джихангір гине від туги за Мустафою. Потім виявилося, що великий візир привласнив багато золота скарбниці та відправив повстанцям лжешехзаде Мустафи (прибічникам Мустафи, які вірили самозванцю). Після цього володар наказав пошити чорний каптан, і на засіданні дивану звелів Ахмету паші надягти його, і за звичаєм його відразу стратили. Рустем знову стає великим візиром. Міхрімах дізнається що вагітна. В палац приїжджають всі діти султана і Хюррем. 1561 рік Селім та Баязид сходяться на поєдинок. Згодом Селім нечесним шляхом перемагає шехзаде. Шехзаде Баязида страчують. 1566 рік у палаці свято приїжджає шехзаде Селім і його син Мурад з наложницею Сафіє майбутньою Сафіє Султан. Нурбану дізнається що Сафіє хатун вагітна. Султан Сулейман розуміючи що скоро помре іде в похід, де і помирає. Міхрімах султан розуміючи що програла відправляється в Едірне разом із дітьми. В кінці шехзаде Селім стає султаном, а Нурбану султан стає Хасекі-султан.

## В ролях
| Роль                      | Актор                         | Статус |
| ------------------------- | ----------------------------- | --- |
| Султан Сулейман Величний  | Халіт Ерґенч                  | Десятий султан Османської імперії. |
| Хасекі Гюррем Султан      | Мер'єм Узерлі                 | Законна та улюблена дружина султана Сулеймана. Українська наложниця, донька православного священника з Рогатина, яка згодом стала османською султаною. Вона народила чотирьох шехзаде і одну доньку. До прийняття мусульманства її звали Анастасія Лісовська. |
| Хасекі Гюррем Султан      | Вахіде Перчин                 | Законна та улюблена дружина султана Сулеймана. Українська наложниця, донька православного священника з Рогатина, яка згодом стала османською султаною. Вона народила чотирьох шехзаде і одну доньку. До прийняття мусульманства її звали Анастасія Лісовська. |
| Шехзаде Мехмед            | Ґюрбей Ілері                  | Син Гюррем Султан. Шехзаде, якого вважали суперником шехзаде Мустафи. Його заразили віспою за наказом Махідевран Султан і він помер. |
| Міхрімах-султан           | Айда Аджар (дитина)           | Вона єдина донька Сулеймана Величного і Хасекі Гюррем Султан, дружина Рустема Паші. Вона була закохана в Балі Бея у дитинстві. Деякий час вона зустрічалася з Ташлиджали Ях'я Беєм, але пізніше ці стосунки припинилися. Коли вона досягла шлюбного віку, вона вийшла заміж за Рустема Пашу на прохання матері, хоча у її серці був Балі Бей. У неї двоє дітей. Вона викрала печатку її старшого брата, шехзаде Мустафи, тим самим підписавши йому смертний вирок. |
| Міхрімах-султан           | Меліс Мутлуч (підліток)       | Вона єдина донька Сулеймана Величного і Хасекі Гюррем Султан, дружина Рустема Паші. Вона була закохана в Балі Бея у дитинстві. Деякий час вона зустрічалася з Ташлиджали Ях'я Беєм, але пізніше ці стосунки припинилися. Коли вона досягла шлюбного віку, вона вийшла заміж за Рустема Пашу на прохання матері, хоча у її серці був Балі Бей. У неї двоє дітей. Вона викрала печатку її старшого брата, шехзаде Мустафи, тим самим підписавши йому смертний вирок. |
| Міхрімах-султан           | Пелін Карахан                 | Вона єдина донька Сулеймана Величного і Хасекі Гюррем Султан, дружина Рустема Паші. Вона була закохана в Балі Бея у дитинстві. Деякий час вона зустрічалася з Ташлиджали Ях'я Беєм, але пізніше ці стосунки припинилися. Коли вона досягла шлюбного віку, вона вийшла заміж за Рустема Пашу на прохання матері, хоча у її серці був Балі Бей. У неї двоє дітей. Вона викрала печатку її старшого брата, шехзаде Мустафи, тим самим підписавши йому смертний вирок. |
| Шехзаде Селім             | Енґін Озтюрк                  | Другий син Гюррем Султан. Після смерті батька він зійшов на престол як Селім II, пізніше отримав прізвисько «П'яниця», через надмірне вживання алкоголю. |
| Шехзаде Баязид            | Арас Булут Ійнемлі            | Син Гюррем Султан. Шехзаде, який народився після Селіма. Його та його дітей задушив шехзаде Селім, тому що він втік до Казвіна. |
| Шехзаде Джиханґір         | Толґа Саріташ                 | Наймолодша дитина Гюррем Султан і четвертий шехзаде. Він від народжений горбатий. Помер незабаром після смерті шехзаде Мустафи. |
| Махідевран Султан         | Нур Феттахоглу                | Вона друга дружина султана Сулеймана і мати шехзаде Мустафи. |
| Шехзаде Мустафа           | Юсуф Беркан Демірбаг (дитина) | Він перший шехзаде і старша дитина Сулеймана Величного. Його мати — Махідевран Султан. У 4 сезоні серіалу він був задушений султаном Сулейманом, за допомогою хитрощів Гюррем Султан. |
| Шехзаде Мустафа           | Тунч Орал (підліток)          | Він перший шехзаде і старша дитина Сулеймана Величного. Його мати — Махідевран Султан. У 4 сезоні серіалу він був задушений султаном Сулейманом, за допомогою хитрощів Гюррем Султан. |
| Шехзаде Мустафа           | Мехмет Ґюнсюр                 | Він перший шехзаде і старша дитина Сулеймана Величного. Його мати — Махідевран Султан. У 4 сезоні серіалу він був задушений султаном Сулейманом, за допомогою хитрощів Гюррем Султан. |
| Валіде Хафса Султан       | Небахат Чехре                 | Мати Сулеймана Величного і глава султанського гарему. |
| Парґали Ібрагім Паша      | Окан Ялабик                   | Друг Сулеймана Пишного. Наглядач його покоїв. Пізніше великий візир. Чоловік Хатідже Султан, який зрадив їй з Ніґяр Калфою. У візира народилася позашлюбна донька. Підтримує Махідевран Султан і шехзаде Мустафу. Він був страчений через свою зарозумілість та завдяки підступам Гюррем Султан. |
| Хатідже Султан            | Сельма Ерґеч                  | Сестра султана Сулеймана і дружина Парґали Ібрагіма Паші. Вона довго страждала після смерті Ібрагіма. Через деякий час покінчила життя самогубством, випивши отруту. |
| Бейхан Султан             | Пинар Чаглар Ґенчтюрк         | Друга сестра султана. Перервала свій зв'язок із палацом після того, як Ферхад Паша, її чоловік, був страчений за наказом її старшого брата Сулеймана I. |
| Шах Султан                | Деніз Чакир                   | Четверта сестра султана Сулеймана і дружина Лютфі Паші. Після зникнення Гюррем Султан Міхрімах Султан вигнала її з палацу. |
| Фатма Султан              | Мельтем Джумбул               | Третя сестра султана Сулеймана, а також дружина Кара Ахмеда Паші. Прибула до палацу з Хюріджихан Султан на прохання шехзаде Мустафи. Вона вбила свого другого чоловіка, з яким заручилася і за якого вийшла заміж. Коли її служниця Мелек зізнається, що султана влаштувала пастку для Гюррем Султан, її виганяють з палацу. Вона відома як султана радощів та розваг.                                                                                             |
| Ґюльфем Хатун             | Селен Озтюрк                  | Вона перша дружина султана Сулеймана і мати шехзаде Мурада, який помер від віспи в дитинстві. |
| Дайє Хатун                | Сема Кечік                    | Вірна служниця Валіде Султан. Управителька і скарбнича гарему, няня султана Сулеймана. |
| Ніґяр Калфа               | Філіз Ахмет                   | Калфа гарему, пізніше — головна калфа, пізніше — управителька та скарбнича гарему. Колишня дружина Матракчи Насуха Ефенді та коханка Ібрагіма Паші, мати їхньої доньки Есманур. Пізніше, виходить заміж за Рустема Агу, з яким розлучається через його бажання одружитись з Міхрімах Султан. Їй все в гаремі вдається. Вірна подруга та служниця Гюррем Султан, після смерті Ібрагіма — шпигунка Шах Султан і Хатідже Султан.                                      |
| Матракчи Насух Ефенді     | Фатіх Ал                      | Він мініатюрист, історик і математик. Вірний друг Ібрагіма Паші. Вправний в грі матрак. |
| Ґюльнігаль Хатун          | Бурджу Туна                   | Одна з рабинь, проданих османам. Вона найкраща подруга Гюррем Султан, няня її дітей. Її ледь не вбила Ґюльшах, сильними ножовими ударами в живіт, після чого її помістили в лазарет. Служниця ж через деякий час одужує. Її видають заміж і висилають із гарему. До прийняття мусульманства її звали Марія. |
| Сюмбюль Ага               | Селім Байрактар               | Він євнух гарему. Керує усіма справами в гаремі. |
| Ґюль Ага                  | Анґін Ґюнайдир                | Євнух гарему. Вірний слуга Роксолани, який виконав багато її підступів і наказів. |
| Шекер Ага                 | Юксель Унал                   | Головний кухар гарему. Добродушний та веселий чоловік, дружить з Сюмбюлем Агою та Ґюль Агою. |
| Ґюльшах Хатун             | Ніхан Бююкагач                | Вірна служниця Махідевран Султан, пізніше — Гюррем Султан. |
| Мерджан Ага               | Сайґин Сойсал                 | Він права рука Шах Султан. |
| Айбіґе Хатун              | Езґі Еюбоглу                  | Вона донька Сагіба Ґірей Хана, 9-го хана Кримського ханства, і племінниця Валіде Хафси Султан. Айбіґе Хатун була закохана в Балі Бея, але коли Махідевран Султан визнала за потрібне видати її заміж за його сина, Айбіґе та шехзаде Мустафа заручилися, хоча самі вони цього шлюбу не хотіли. |
| Афіфе Хатун               | Сабіна Тозія                  | Вона годувальниця султана Сулеймана. З 3 сезону — управителька гарему. |
| Малкочоглу Балі Бей       | Бурак Озчивіт                 | Турецький герой, походить із знатної родини, яка роками служила династії. У серіалі він був наглядачем покоїв Сулеймана, також очолював армії. В останньому сезоні він залишив палац і повернувся на рідні землі. |
| Рустем Паша               | Озан Ґювен                    | Паша, вірний слуга Гюррем Султан. Великий візир. Чоловік Міхрімах Султан, він їй зрадив. Його вбив Атмака за планом Міхрімах Султан. |
| Лютфі Паша                | Мехмет Озґюр                  | Чоловік Шах Султан і батько Есмахан Султан. |
| Нурбану Султан            | Мерве Болуґур                 | Хасекі Султан шехзаде Селіма. Її справжнє ім'я Сесилія Веньє-Баффо. Після довгих зусиль вона потрапила до гарему шехзаде. Наложниця виконанує накази Гюррем Султан. На прохання Роксолани вона вбила свою колишню служницю Назенін Хатун. Пізніше її стосунки з Гюррем псуються. Вона вбила Хюріджихан Султан, доньку Хатідже Султан і Парґали Ібрагіма Паші, дружину шехзаде Баязида.                                                                             |
| Хюріджихан Султан         | Бурджу Озберк                 | Донька Парґали Ібрагіма Паші та Хатідже Султан. Вона вийшла заміж за шехзаде Баязида. Її вбила Нурбану Султан. |
| Садика Хатун              | Саадет Аксой                  | Угорська наложниця, справжнє ім'я якої — Вікторія, насправді вона була шпигункою, посланою королем Лайошем, щоб убити султана. |
| Принцеса Ізабелла Фортуна | Меліке Іпек Ялова             | Кастильська принцеса. Вона була наложницею султана Сулеймана. Сюмбюл Ага викрав її з палацу за наказом Гюррем Султан. Пізніше виявилось, що вона пішла в монастир замолювати гріхи. |
| Фірузе Хатун              | Джансу Дере                   | Її справжнє ім'я — Хюмейра Хатун. Вона проникла у палац як шпигунка. Її головна мета — отруїти Сулеймана Величного. Після того, як її викрили, її відправили назад до Персії. |
| Есмахан Султан            | Еджем Чалик                   | Донька Шах Султан і Лютфі Паші. |

## Український дубляж
Українською мовою серіал дубльовано студією «1+1 Production» у 2012—2014 роках.

### Ролі дублювали
| Актор дубляжу         | Роль |
| --------------------- | --- |
| Михайло Жонін         | Султан Сулейман Величний |
| Юлія Перенчук         | Хасекі Гюррем Султан |
| Ольга Сумська         | Валіде Хафса Султан |
| Олесь Гімбаржевський  | Парґали Ібрагім Паша, Ніко |
| Олена Яблучна         | Хатідже Султан, Міхрініса Султан                                                                                               |
| Людмила Ардельян      | Махідевран Султан |
| Павло Скороходько     | Шехзаде Мустафа, Батур Бей |
| Андрій Федінчик       | Шехзаде Мехмед, шехзаде Баязид                                                                                                 |
| Дарина Муращенко      | Міхрімах Султан, Есма Хатун, Нілюфер Хатун, Фатма Хатун, Елена Хатун                                                           |
| Олександр Погребняк   | Шехзаде Селім, Кіраз Ага, Левко                                                                                                |
| Юрій Кудрявець        | Шехзаде Джиханґір, Мехмед Челебі, Зюмрют Ага, Дюзґюн Ага                                                                       |
| Лариса Руснак         | Шах Султан, Бейхан Султан, принцеса Ізабела Фортуна, Ефсун Хатун, Ракель Хатун, Есма Хатун, Фахріє Калфа                       |
| Юрій Коваленко        | Хизир Хайр ад-Дін Паша, Лютфі Паша, Зенбіллі Алі Ефенді, Аббас Ага, Хасан Джан Челебі, Селім Грізний, Якуб Ефенді              |
| Олена Узлюк           | Ніґяр Калфа |
| Андрій Твердак        | Сюмбюль Ага |
| Дмитро Завадський     | Матракчи Насух Ефенді, Ґюль Ага, Джафер Ага                                                                                    |
| Ольга Радчук          | Дайє Хатун, мати Елени, Зеліха Хатун, Сахра Хатун                                                                              |
| Ніна Касторф          | Ґюльшах Хатун, Хюріджихан Султан, Ґюльфем Хатун                                                                                |
| Ярослав Чорненький    | Рустем Паша |
| Аліса Гур'єва         | Фатма Султан, Чичек Хатун |
| Катерина Брайковська  | Нурбану Султан, Ахсен Хатун, Ґюльбахар Калфа, Есмахан Султан, Джихан Хатун                                                     |
| Тетяна Антонова       | Ґюльфем Хатун, Ніґяр Калфа |
| Анатолій Зіновенко    | Шекер Ага, Лала Касим Паша, Лайош ІІ, Єшуа Ефенді                                                                              |
| Лідія Муращенко       | Ґюльнігаль Хатун, Аріфе Хатун, Карміна                                                                                         |
| Ірина Дорошенко       | Афіфе Хатун |
| Михайло Тишин         | Малкочоглу Балі Бей, Рустем Паша                                                                                               |
| Катерина Буцька       | Айбіґе Хатун, Дефне Султан, Айше Хатун, Фідан Хатун, Садика Хатун, Саліха Хатун, Фахріє Калфа, Дільшах Хатун, Нерґісшах Султан |
| Юрій Висоцький        | Пірі Мехмед Паша, Кадій Ефенді                                                                                                 |
| Андрій Бурлуцький     | Ахмед Паша, Іскендер Челебі |
| Наталія Романько      | Фірузе Хатун, Джанфеда Калфа, Назенін Хатун, Ґабріелла Сфенца де Фео, Ніґяр Калфа                                              |
| Євген Сінчуков        | Рустем Паша, Улама Паша |
| Андрій Мостренко      | Айяс Паша, Іскендер Челебі, Мерджан Ага, Бехрам Чавуш                                                                          |
| Євген Пашин           | Ферхат Паша, Томазо Моченіґо, Сагіб Ґірай                                                                                      |
| Олег Лепенець         | Лала Касим Паша, Бекір Ага, Климент VII                                                                                        |
| Сергій Могилевський   | Ташлиджали Ях'я Бей |
| Дмитро Гарбуз         | Чобан Мустафа Паша |
| Катерина Сергеєва     | Міхрініса Султан, Анна Ягеллонка                                                                                               |
| Анна Левченко         | Ширин Хатун, Менекше Хатун, Елені, Айше Хатун, Есмер Хатун                                                                     |
| Анна Дончик           | Ніґяр Калфа |
| Максим Кондратюк      | Чобан Мустафа Паша |
| Наталя Ярошенко       | Джевхер Хатун |
| Олександр Завальський | Кара Ахмед Паша, Селім Грізний, Пірі Реїс                                                                                      |

А також: Юрій Ребрик, Владислав Пупков, Василь Мазур, Дмитро Терещук, Анна Соболєва, Ігор Рода та інші.

## Назва серіалу
Мовою оригіналу серіал називається «Величне століття». Називається він так тому, що в турецькій історіографії період правління Сулеймана I Величного вважається Золотою ерою Турецької Державності.
Назву «Величне століття: Роксолана» в Україні стрічка отримала завдяки широковідомому українському походженню Гюррем Султан, що дозволяло пересічному глядачеві одразу зрозуміти про що сюжет серіалу.
В різних країнах серіал має свою назву, за тим же принципом безліч інших країн ключовою фігурою зробили султана Сулеймана:
- «Сулейман Величний» — Боснія і Герцеговина, Північна Македонія, Румунія, Сербія, Словенія, Хорватія
- «Султан» — Словаччина, Чилі
- «Сулейман» — Угорщина
- «Султан Сулейман» — Бангладеш
- «Гарем султана» — Марокко

## Прем'єра серіалу

### У Туреччині
У Туреччині серіал виходив:
- Перший сезон (з 1 по 24 серію) виходив з 5 січня по 22 червня 2011 року на турецькому телеканалі «Show TV» і транслювався щосереди, о 20:00.
- Другий сезон (з 25 по 63 серію) виходив з 14 вересня 2011 по 6 червня 2012 року на турецькому телеканалі «Star TV» і транслювався щосереди, о 20:00.
- Третій сезон (з 64 по 103 серію) виходив з 12 вересня 2012 по 19 червня 2013 року на турецькому телеканалі «Star TV» і транслювався щосереди, о 20:00.
- Четвертий сезон (з 104 по 139 серію) виходив з 18 вересня 2013 по 11 червня 2014 року на турецькому телеканалі «Star TV» і транслювався щосереди, о 20:00.

### В Україні
В Україні серіал транслювали на телеканалі «1+1». Канал замовив український дубляж серіалу у власної студії, українською мовою серіал дубльовано студією «1+1 Production» у 2012—2014 роках. Головних героїв — Роксолану та Сулеймана українською мовою дублювали Юлія Перенчук та Михайло Жонін. 31 січня 2013 року на своєму офіційному вебсайті канал виклав усі серії серіалу з українським дубляжем для безкоштовного перегляду онлайн.
- Перший сезон (з 1 по 24 серію) виходив на «1+1» починаючи з 8 жовтня 2012 року, у будні, о 17:10.
- Другий сезон (з 25 по 63 серію) виходив на «1+1» починаючи з 6 листопада 2012 по 24 січня 2013 року, у будні, о 17:10.
  - З 25 січня 2013 року телеканал «1+1» розпочав повторний показ перших двох сезонів серіалу «Величне століття: Роксолана», в очікуванні на завершення зйомок 3 сезону в Туреччині. У будні, о 17:10.
- Третій сезон (з 64 по 109 серію) виходив на «1+1» починаючи з 13 травня по 11 липня 2013 року. З 13 травня, у будні, о 17:10. З 21 травня, з понеділка по четвер, о 20:15. З 3 вересня по 19 вересня виходило продовження сезону, з понеділка по четвер, о 20:15.
  - З 22 квітня 2014 року телеканал «1+1» розпочав повторний показ трьох сезонів серіалу «Величне століття: Роксолана», в очікуванні на завершення зйомок 4 сезону в Туреччині. У будні, о 12:40. З 4 серпня, у будні, о 16:30.
- Четвертий сезон (з 110 по 155 серію) виходив на «1+1» починаючи з 22 вересня по 22 листопада 2014 року. У будні, о 17:10.
- З 11 січня по 5 серпня 2016 року телеканал «1+1» розпочав повторний показ усіх чотирьох сезонів серіалу «Величне століття: Роксолана». У будні, о 17:10.
- З 24 квітня по 17 листопада 2017 року телеканал «1+1» знову розпочав показ усіх чотирьох сезонів серіалу «Величне століття: Роксолана». У будні, о 15:00.
- З 18 лютого 2019 по 20 квітня 2020 року телеканал «1+1» розпочав повторний показ усіх чотирьох сезонів серіалу «Величне століття: Роксолана». У будні, о 14:45. Серіал показували два рази підряд.
- З 24 травня по 30 грудня 2021 року телеканал «1+1» розпочав показ усіх чотирьох сезонів серіалу «Величне століття: Роксолана». У будні, о 17:10.
- З 6 березня по 28 вересня 2023 року телеканал «1+1 Україна» розпочав показ усіх чотирьох сезонів серіалу «Величне століття: Роксолана». У будні, о 20:30.
- З 5 листопада 2023 по 18 серпня 2024 року телеканал «Бігуді» розпочав показ усіх чотирьох сезонів серіалу «Величне століття: Роксолана». У вихідні, о 19:00. З 6 січня 2024 року, у вихідні, о 17:00. З 3 серпня 2024 року, у вихідні о 19:00.
- З 15 червня 2025 року телеканал «Бігуді» розпочав показ усіх чотирьох сезонів серіалу «Величне століття: Роксолана». У вихідні о 20:00.

## Цікаві факти
- Це найдорожчий проєкт в історії турецького телебачення;
- це перший східноєвропейський серіал, який побачили глядачі США;
- деякі сцени знято в реальних історичних інтер'єрах палацу Топкапи;
- основою сценарію стали середньовічні документи та історичні романи;
- для зйомок серіалу було збудовано 2100 кв. метрів декорацій: використано 1000 кв. метрів каменю, 1800 кв. метрів справжнього мармуру, 2500 шт. залізного профілю, 1,5 тонни фарби;
- над декораціями 5 місяців працювали 120 осіб, серед них 30 скульпторів і художників;
- кастинг на головну жіночу роль тривав 8 місяців, участь у ньому взяли акторки з Туреччини, США, Німеччини, Нідерландів, Великої Британії, Македонії, Хорватії, Болгарії;
- у серіалі головна героїня співає пісні українською мовою;
- на каналі «Show TV» пілотну серію показали двічі, створивши прецедент на турецькому телебаченні;
- у 4-й, 12-й, 17-й та 22-й серіях за кадром чути звук літака;
- у 5-й серії під час походу султана можна побачити Кам'янець-Подільську фортецю;
- актор Халіт Ерґенч (виконавець ролі Сулеймана) завжди запізнювався на зйомки щонайменше на півгодини;
- прем'єр-міністр (а нині президент) Туреччини Реджеп Тайїп Ердоган виступив із заявою, що творці серіалу «намагаються показати історію Туреччини в негативному світлі».